# اپران لک
اپران لک (به انگلیسی: lac operon) یک اپرون مورد نیاز برای انتقال و سوخت‌وساز لاکتوز در اشریشیا کلی (E.coli) و برخی دیگر از باکتری‌های روده‌ای است.در ژنتیک، اپرون واحد عملکرد دی‌ان‌ای ژنومی است که شامل مجموعه‌ای از ژن‌های تحت کنترل یک سیگنال برانگیزنده یا پروموتر است. اپران لک سه ژن ساختاری lacZ ، lacY  و lacA دارد. این سه ژن آنزیمهای بتا گالاکتوزیداز ، لاکتوز پرمئاز و گالاکتوزید O-استیل ترانسفراز را کد میکنند. این سه آنزیم برای متابولیسم لاکتوز در باکتری ضروریند.